# Long Long Way
「Long Long Way」（ロング・ロング・ウェイ）はCHEMISTRY12枚目のシングル。2004年10月27日に発売。

## 解説
｢Long Long Way｣はサントリーウイスキー「角瓶」のCMソング。
CHEMISTRY最後のレーベルゲートCD。後にSMEの方針でレーベルゲートCD廃止が決定し、2005年に他作品と一緒にCD-DA規格で再発された。現在流通盤はCD-DA規格のみで、レーベルゲートCDは完全に廃盤となった。

## 収録曲
1. Long Long Way
  - 作詞：佐々木圭一／作曲：SPANOVA／編曲：河野伸　
  - サントリーウイスキー「角瓶」CMソング
2. 涙のあと
  - 作詞：麻生哲朗／作曲：ハマモトヒロユキ／編曲：益田トッシュ
3. Long Long Way （韻シストMIX）
  - 作詞：佐々木圭一／作曲：SPANOVA／編曲：韻シスト
4. Long Long Way (Instrumental)
5. 涙のあと (Instrumental)